# براد دي
براد دي (بالإنجليزية: Brad Dee)‏ هو سياسي أمريكي، ولد في 5 مايو 1950. انتخب عضو مجلس نواب ولاية يوتا.